# Ernest Carter
Ernest Carter, detto Boom (Asbury Park, 7 settembre 1952), è un batterista statunitense, noto per essere stato per alcuni mesi membro della E Street Band, il gruppo di accompagnamento di Bruce Springsteen, tra il febbraio e l'agosto del 1974.
Quando il batterista Vini Lopez lasciò la E Street Band, il tastierista David Sancious chiamò il suo amico d'infanzia Carter come sostituto. Debuttò con la band il 23 febbraio durante un concerto al Satellite Lounge di Cookstown e fece la sua ultima apparizione con Springsteen il 14 agosto al Teatro Carlton di Red Bank.
Durante la sua permanenza nel gruppo di Springsteen partecipò alle registrazioni dell'album Born to Run , ma nel disco è rimasta solo la versione da lui incisa della canzone omonima, che pubblicata come singolo, fu primo grande successo del cantautore del New Jersey.